# 加拿大彈戲
加拿大彈戲（Crokinole），原文來自法語的餅乾，是主要流行在加拿大地區的彈局遊戲。

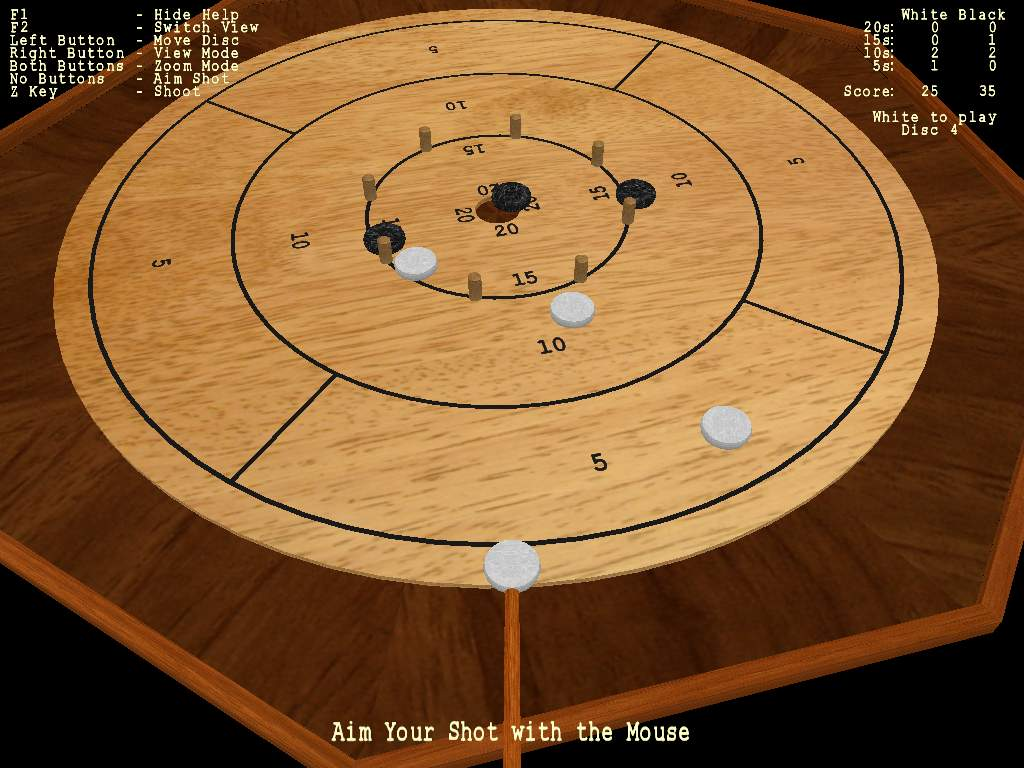
加拿大彈戲